# Serjania rubicaulis
Serjania rubicaulis là một loài thực vật có hoa trong họ Bồ hòn. Loài này được Benth. ex Radlk. miêu tả khoa học đầu tiên năm 1875.